# C5AR1
Рецептор компонента комплемента 5a, тип 1 (complement component 5a receptor 1; C5a receptor; C5AR1; CD88) — мембранный белок семейства рецепторов, сопряжённых с G-белком, рецептор к компоненту комплемента анафилотоксину C5a. Продукт гена человека C5AR1. C5AR1 модулирует воспалительный ответ, а также ассоциирован с ожирением, развитием и онкогенезом. Ингибиторы: авакопан.

## Структура
C5AR1 состоит из 350 аминокислот, молекулярная масса 39 336 Да. Описана единственная изоформа белка.

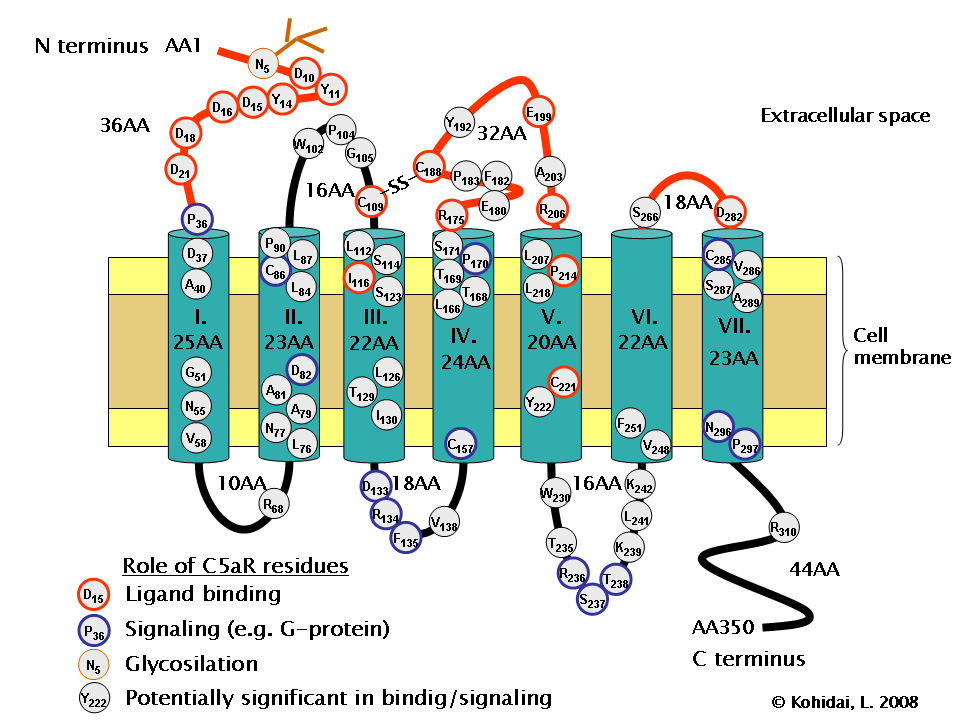
Структура рецептора C5AR1: красным цветом выделены участки связывания лиганда, синим — играющие роль в передаче сигнала

## Функции
C5AR1 — рецептор анафилотоксического пептида хемотаксиса и воспаления C5a. Лиганд взаимодействует по крайней мере с двумя участками рецептора: участок высокоаффинного связывания расположен на N-конце рецептора, а второй более низкоаффинный участок находится в трансмембранном фрагменте и активирует последующие сигнальные пути. Активация рецептора стимулирует хемотаксис, высвобождение ферментов внутриклеточных гранул, внутриклеточный выход Ca2+ и образование супероксида.

## Клеточная экспрессия
Рецептор экспрессирован на гранулоцитах, моноцитах, дендритных клетках, астроцитах, клетках микроглии, а также на клетках линии печёночного происхождения HepG2.